# 195 (număr)
195 (o sută nouăzeci și cinci) este numărul natural care urmează după 194 și precede pe 196 într-un șir crescător de numere naturale.

## În matematică
195
- Este un număr impar.
- Este un număr compus.[1]
- Este un număr deficient.[2][3]
- Este un număr harshad.[4][5]
- Este un număr rotund.[6][7]
- Este un număr sfenic.[8]
- Este un număr liber de pătrate.
- Cu toate că nu este număr prim, trece prin sita Ulam, astel că este un număr norocos.[9][10]
- Este un 21-gonal.[11][12]
- Este un 66-gonal.[13]
- Este un număr centrat tetraedric.[14]
- Este suma a 11 numere prime consecutive: {\displaystyle 195=3+5+7+11+13+17+19+23+29+31+37\,}.
- Este cel mai mic număr care poate fi exprimat ca sumă de pătrate în 16 moduri diferite.[15]

## În știință

### În astronomie
- Obiectul NGC 195 din New General Catalogue este o galaxie spirală barată cu o magnitudine 13,45 în constelația Balena.
- 195 Eurykleia este un asteroid mare din centura principală.
- 195P/Hill este o cometă periodică din sistemul nostru solar.
- IC 195 este o galaxie. Împreună cu IC 196 face parte din perechea de garaxii Arp 290.